# К-55 (1960)
К-55 — советская атомная подводная лодка проекта 658, 658М, 658У, заводской № 902.

## История
Заложена 5 августа 1959 года на стапеле цеха № 50 Северного машиностроительного предприятия. Спущена на воду 18 сентября 1960 года. С 25 сентября по 30 ноября 1960 года на лодке были проведены швартовые испытания, оборудования и механизмов. Заводские ходовые испытания проводились в период с 1 по 5 декабря 1960 года. Государственные испытания проходили с 6 по 27 декабря 1960 года. 27 декабря 1960 года Государственная комиссия подписала акт о завершении государственных испытаний К-55.
Включена в состав Северного флота 6 июня 1961 года, зачислена в состав 31-й дивизии подводных лодок с местом базирования в Западной Лице. Первым командиром К-55 был назначен капитан 2 ранга Зверев В. И.
В 1961 году лодка отрабатывала задачи боевой подготовки, совершив шесть выходов и пройдя 1117 морских миль в надводном положении и 12524 морские мили в подводном. В период с 23 июня по 13 июля 1961 года корабль совершил первый в истории советских атомных подводных лодок дальний поход продолжительностью около 20 суток, пройдя в подводном положении без всплытия 5727 морских миль.
В июле — августе 1962 года лодка находилась в ремонте в Северодвинске. После окончания ремонта проходила испытания, осуществляла погружение на глубину 240 метров в районе Кандалакшской губы.
В 1962 — 1964 годах ПЛАРБ находилась в боевом дежурстве и отрабатывала задачи боевой подготовки в море и на базе.
С октября 1964 года по декабрь 1964 года К-55 проходила текущий ремонт на судоремонтном заводе «Звездочка». При прохождении ремонта лодка была модернизирована по проекту 658М.
В феврале—марте 1965 года К-55 в составе дивизии была переведена в 12-ю эскадру подводных лодок с местом базирования в Ягельной губе.
В августе — октябре 1967 года лодка осуществляла задачи автономной боевой службы в Северной Атлантике и Саргассовом море.
В 1967 году К-55 была переведена в состав 18-й дивизии подводных лодок с базированием в Оленьей Губе.
В период с 25 июня по 6 сентября 1968 года К-55 совместно с К-42 совершили подлёдный переход с Северного флота на Тихоокеанский флот в район Чукотского моря. Командовал переходом командир эскадры подводных лодок Северного флота контр-адмирал В. Г. Кичёв. За несколько суток до выхода в Чукотское море у корабельного врача капитана медицинской службы Шаповалова А. А. воспалился аппендикс. Врач принял рискованное решение во избежание перитонита оперировать себя самому. Кают-компанию во втором отсеке подготовили к операции, нашли ассистента — Меркулова Б. Н. Операция прошла успешно. Впервые в мире, в сложных условиях подводной лодки, на самом себе врач сделал операцию по удалению аппендикса (был награждён Орденом Боевого Красного Знамени и досрочно получил очередное воинское звание). При переходе лодка прошла 1735 морских миль под водой за 128 часов. После прибытия на ТОФ «К-55» без заходов на базу вышла на боевую службу в Тихий океан, что было осуществлено впервые.
В 1968 году К-55 была перечислена в состав 10-й дивизии подводных лодок с базированием в бухту Крашенинникова.
В кампанию 1969 — 1970 годов К-55 осуществила два автономных похода на боевую службу общей продолжительностью 99 суток.
1 октября 1970 года причислена к составу формирующейся 8-й дивизии подводных лодок с прежним местом базирования.
В период с 15 декабря 1970 года по 4 декабря 1973 года лодка проходила текущий ремонт.
В кампанию 1974 — 1976 годов К-55 выполнила три автономных похода на боевую службу общей продолжительностью 173 суток.
С октября 1977 года по октябрь 1978 года провела в море в районах БП (с 4-х часовым режимом связи) более 190 суток.
В период с октября 1981 года по февраль 1983 года К-55 проходила средний ремонт на «Дальзаводе» в городе Владивосток с переоборудованием по проекту 658У.
В период с 25 января 1982 года по 25 апреля 1983 года на лодке была произведена перезарядка активных зон реакторов.
В 1986 году в связи с неудовлетворительным техническим состоянием главной энергетической установки (прогрессирующая течь второго контура реактора и запаривание агрегатных выгородок) эксплуатация К-55 была запрещена.
14 марта 1989 года лодка была выведена из боевого состава ВМФ.
Всего с момента спуска на воду ПЛАРБ «К-33»(«К-55») прошла 142989 морских миль за 21670 ходовых часов.
С 01 января 1993 года отнесена к подклассу БАПЛ. Переименована в Б-55. Переформирована в состав, сформированного в этот же день, 304-го ДнПЛ ТОФ (Дивизион отстоя) с прежним местом хранения.
В 2002 году утилизирована на ФГУП «Северо-Восточный Ремонтный Центр» в г. Вилючинск.